# Église Saint-Nicolas de Kiev
Pour les articles homonymes, voir Église Saint-Nicolas et Cathédrale Saint-Nicolas.
L’église Saint-Nicolas (en ukrainien : Костьол Св. Миколи) est une église située à Kiev en Ukraine, que l’Église catholique rattache au diocèse de Kiev-Jytomyr. C'est la deuxième église de rite latin construite dans la ville, après la cathédrale Saint-Alexandre (it). Précédemment cocathédrale, elle est consacrée à saint Nicolas. 

## Histoire
En 1898, un concours a été organisé pour la conception d'une église catholique à Kiev, remporté par l'architecte Stanisław Wołowski. Son projet comprenait un bâtiment de style gothique avec deux tours de 60 mètres. La révision finale et la gestion du projet ont été confiées à l'architecte de Kiev Vladislav Vladyslav Horodetskiy. Emilio Sala (en) a ajouté à la construction une décoration sculpturale en pierre artificielle. Les travaux de construction ont été réalisés exclusivement grâce à des dons volontaires et ont duré dix ans (1899-1909).
En 1938, les autorités soviétiques ont fermé l'église après que son prêtre catholique ait été « absent » pendant deux ans en raison de la persécution soviétique des chrétiens. Pendant un certain temps après sa fermeture, le bâtiment a été utilisé par les organismes punitifs à des fins techniques et, à un moment donné, a servi de bâtiment logistique du KGB.
Après sa restauration en 1979-1980, commandée par le Conseil des ministres de la république socialiste soviétique d'Ukraine aux architectes O. Graužis et I. Tukalevs'kyj, l'église est devenue le siège de l'Institut national d'orgue et de musique de chambre d'Ukraine (ukrainien : Національний будинок органної та камерної музики України).
Des messes et d'autres célébrations liturgiques y sont célébrées depuis 1992. Actuellement, le bâtiment appartient au Département municipal de la culture de Kiev. Le conseil municipal refuse d'accorder le bâtiment à la seule Église catholique jusqu'à ce que la question du déménagement de l'Institut de musique d'orgue et de musique de chambre soit résolue,.
Dans la nuit du 3 septembre 2021, l'église a pris feu et a été gravement endommagée. L'incendie a détruit l'orgue et endommagé l'intérieur de l'église. Un grand lustre est également tombé au sol. Il n'y a pas eu de victimes.
Les vitraux de l'église ont été endommagés lors d'une attaque de missiles russes le 20 décembre 2024, lors de l'invasion russe de l'Ukraine.
En février 2025, Viktor Mykyta, chef adjoint du bureau du président, a proposé à des partenaires hongrois de participer au financement de la restauration de ce monument historique et culturel important pour le pays, et en particulier pour la capitale. Parallèlement, la possibilité de soumettre une demande conjointe de financement de projets de restauration avec le soutien de l'UE est à l'étude.
Les services religieux sont célébrés par les prêtres des Oblats de Marie-Immaculée. La plupart des rites sont célébrés en ukrainien, mais certains jours, ils le sont en polonais, en latin et en espagnol.

## Galerie

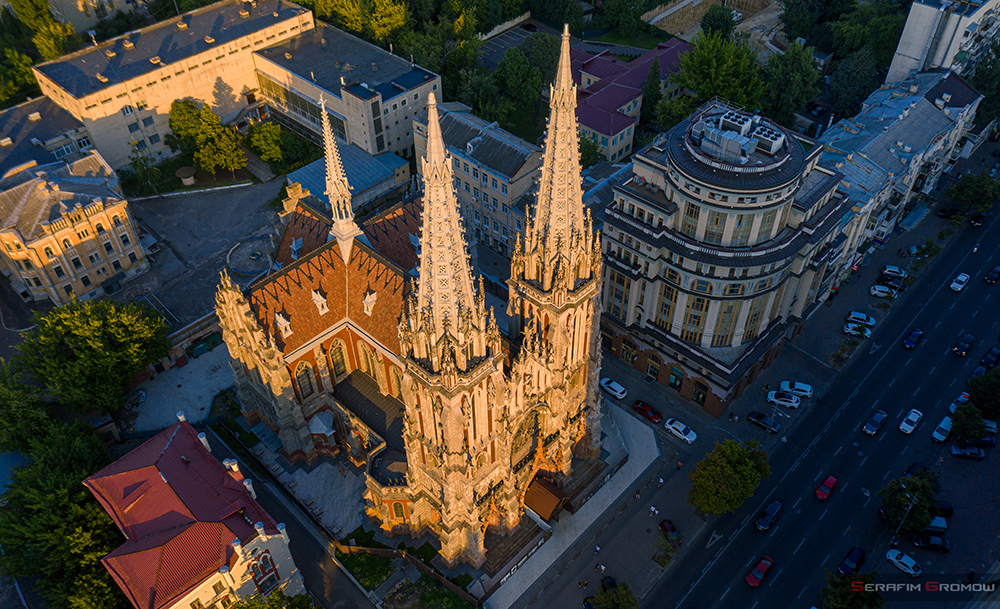
Vue aérienne.
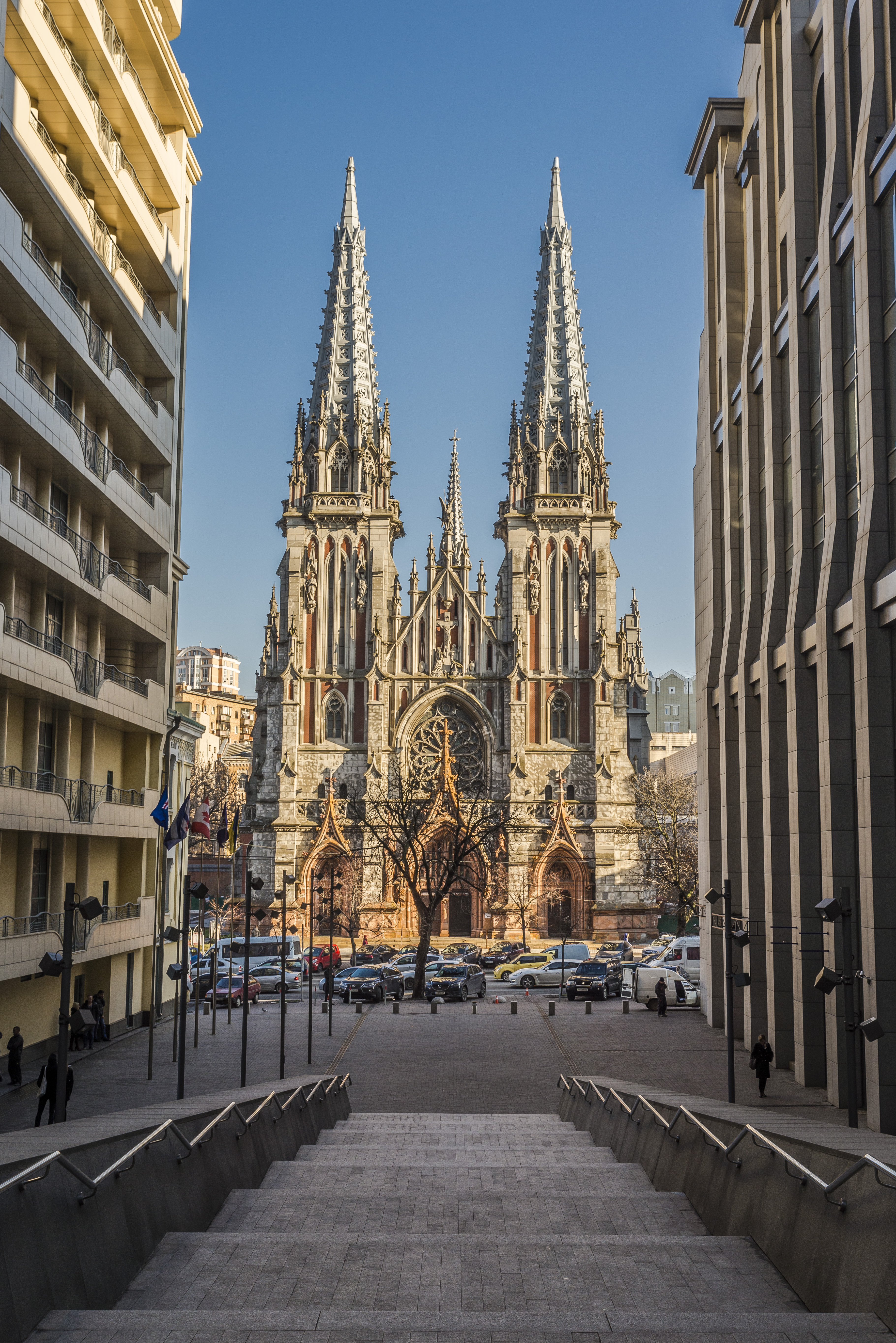
Perspective en direction de la cathédrale.
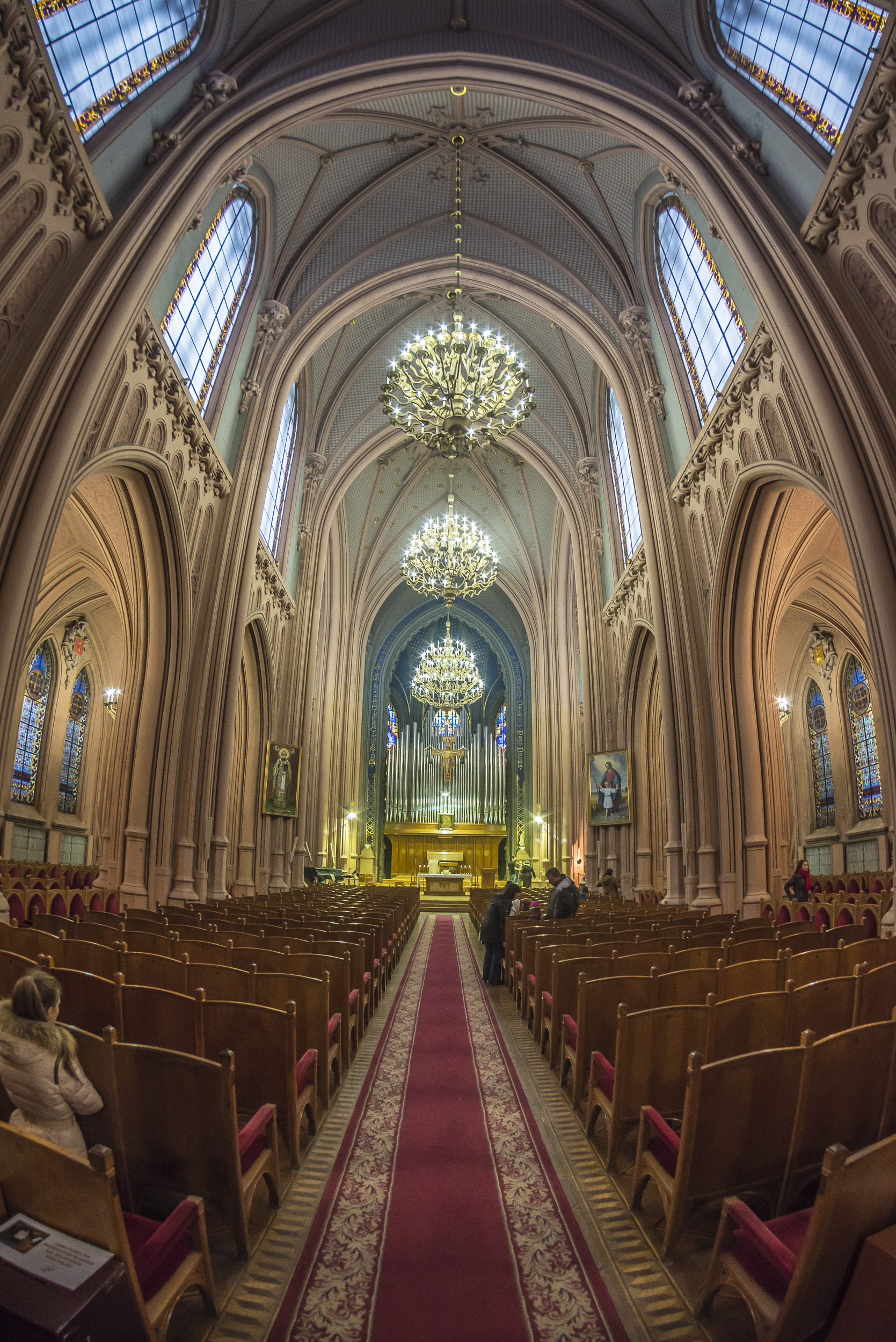
Nef.
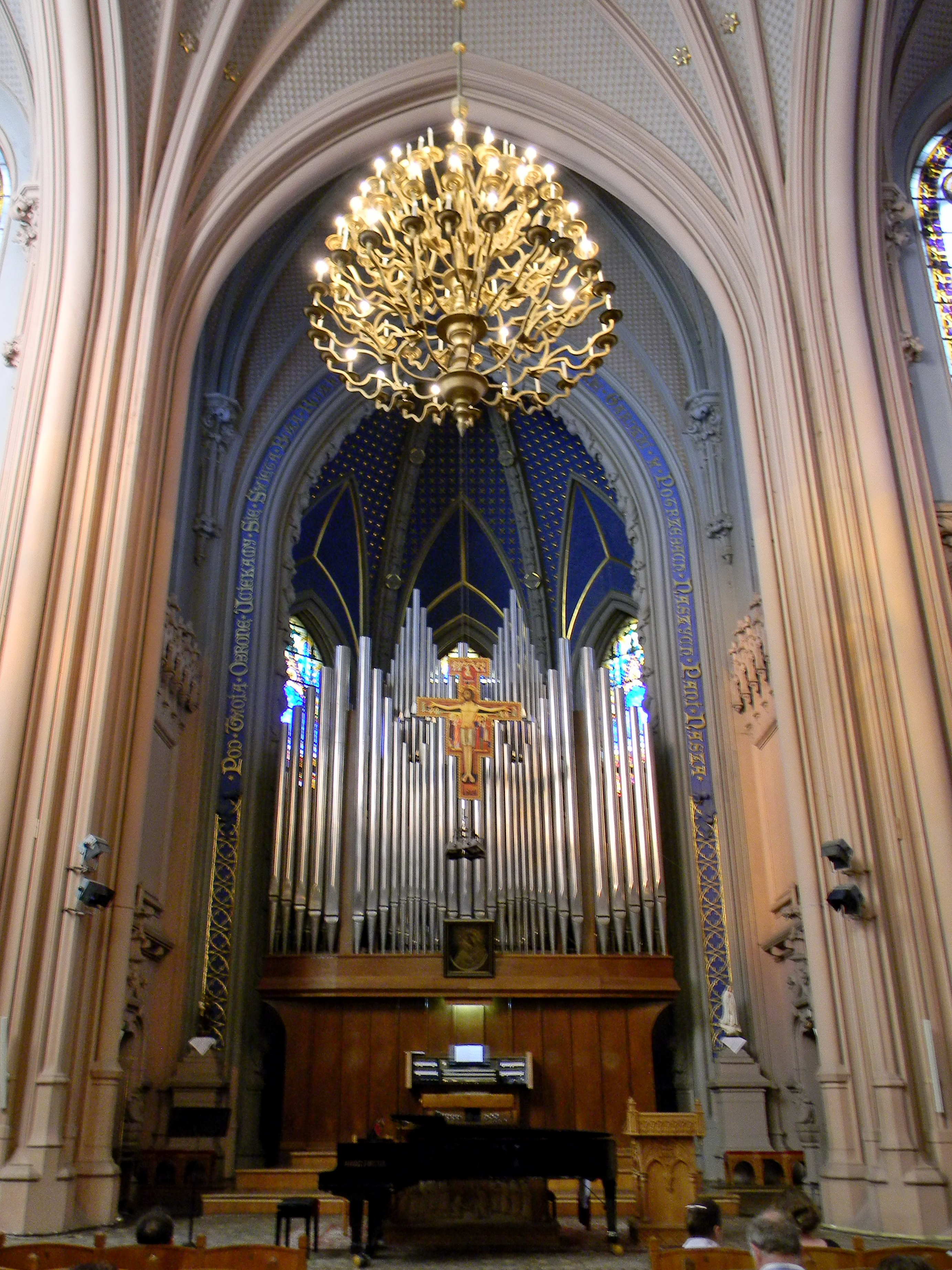
Orgues.
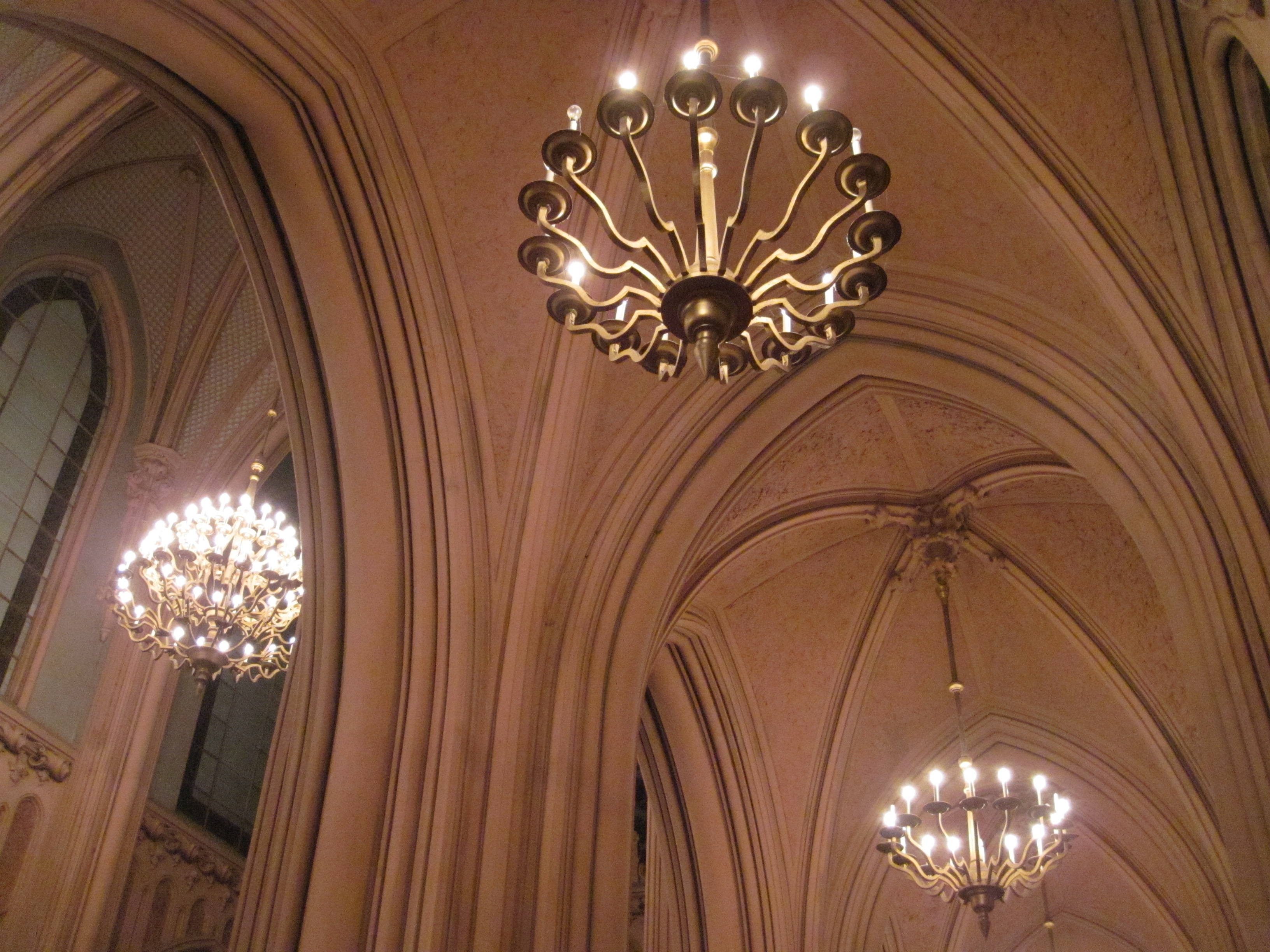
Voutes.